# Jason Dufner

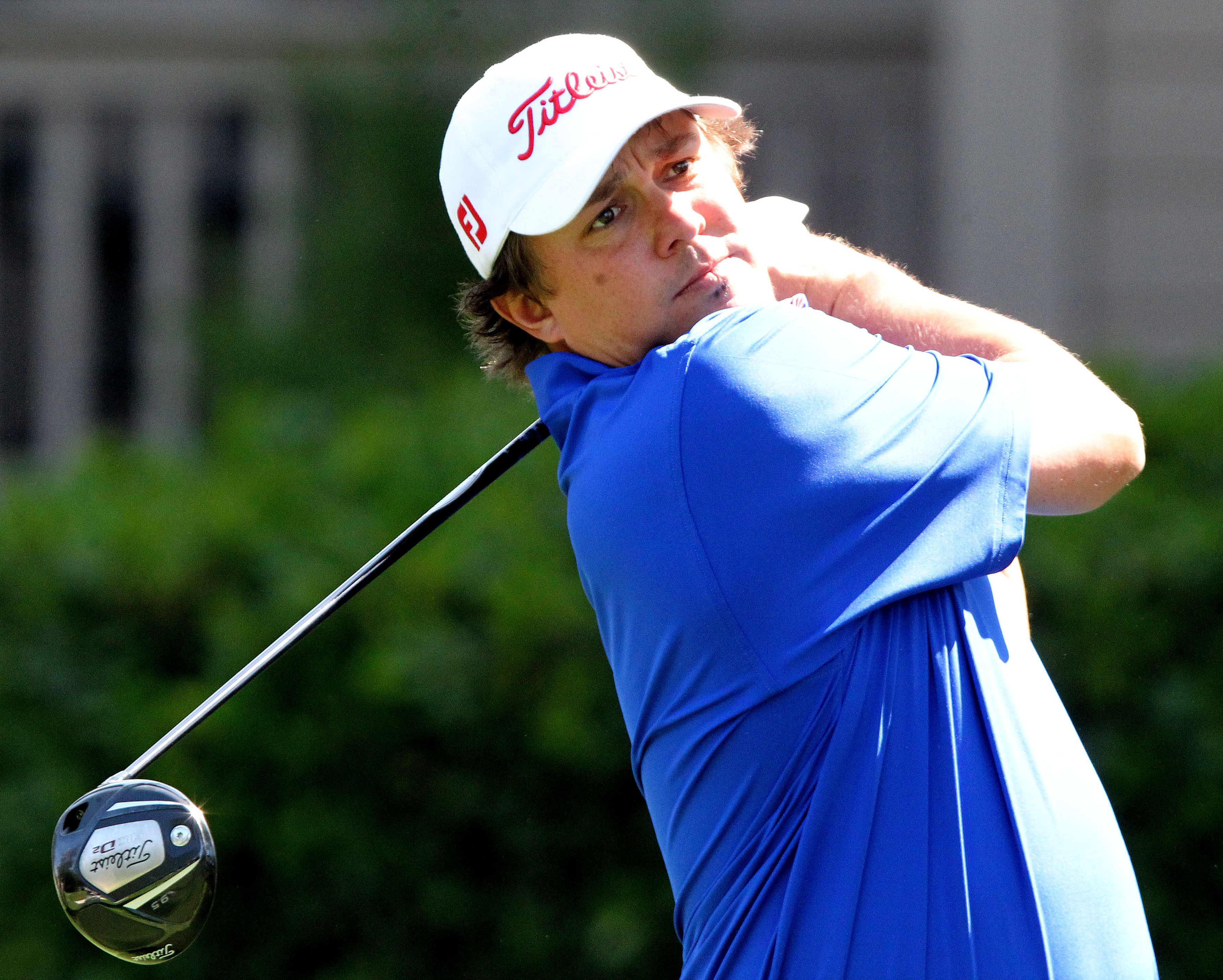
Jason Dufner

Jason Dufner (Cleveland, Ohio, 24 maart 1977) is een golfprofessional uit de Verenigde Staten. Hij speelt op de Amerikaanse PGA Tour.

## Amateur
Dufner begon met golf toen hij vijftien was. Hij studeerde economie aan de Universiteit van Auburn. In 1998 jaar bereikte hij de finale van het Amateur Public Links Championship, waarop hij met 3&2 van Trevor Immelman verloor.

## Professional
Dufner werd in 2000 professional. Van 2001-2003 en 2005-2006 speelde hij op de Nationwide Tour. In 2004 speelde hij op de PGA Tour, maar verloor zijn kaart weer. In zijn eerste jaar op de Nationwide Tour won hij het Wichita Open en in zijn laatste jaar het LaSalle Bank Open. In 2006 stond hij achtste op de Order of Merit en promoveerde hij naar de PGA Tour.
In 2009 behaalde hij zes top-10 plaatsen, maar een overwinning was er nog niet bij, wel een tweede plaats bij het Deutsche Bank Championship. In 2010 werd hij vijfde op het Amerikaanse PGA Kampioenschap. In 2011 behaalde hij weer een tweede plaats toen hij op het Phoenix Open de play-off met een par verloor van Mark Wilson. Dat jaar eindigde hij gelijk eerste met Keegan Bradley in het Amerikaanse PGA Kampioenschap, maar verloor van hem in de play-off.
In 2012 kon hij zijn eerste overwinningen vieren op de PGA Tour. Hij zegevierde tweemaal in één maand tijd. Eind april versloeg hij in de Zurich Classic of New Orleans de Zuid-Afrikaan Ernie Els op de tweede hole van een play-off. En op 20 mei won hij de Byron Nelson Classic met één slag voorsprong op zijn Amerikaanse landgenoot Dicky Pride. Tussendoor trad hij ook in het huwelijk met zijn vriendin Amanda.

### Gewonnen
Nationwide Tour
- 2001: Wichita Open (−22)
- 2006: LaSalle Bank Open (−5)

US PGA Tour
- 2012: Zurich Classic of New Orleans, Byron Nelson Classic
- 2013: PGA Championship

### Teams
- Ryder Cup: 2012